# Зопник кустарниковый
Зопник кустарниковый, или зопник кустарниковидный (лат. Phlomis fruticosa) — многолетнее травянистое растение, вид рода Зопник (Phlomis) семейства Яснотковые (Lamiaceae). Произрастает в Южной Европе, Турции и в Закавказье.

## Этимология
Родовое название Phlomis с греческого и означает «пламя», что может быть отсылкой к тому факту, что в древние времена его листья использовались в качестве фитилей ламп. Видовой эпитет fruticosa означает «кустарниковый» и «короткий», что относится к особенностям произрастания.

## Описание
Phlomis fruticosa — широколиственный вечнозелёный полукустарник. Высота от 60 до 120 см, ширина — от 90 до 150 см. Стебли деревянистые, раскидисто ветвистые, хлопьевидно-войлочно опушённые звёздчатыми волосками.
Листья удлиненно-яйцевидные, длиной 5–10 см и шириной 1,5–2 см, кверху закругленно-клиновидные, к основанию суженные, реже несколько сердцевидные, цельнокрай-ние или слабо зубчатые, мягкие на ощупь. Адаксиальная сторона (верхняя) морщинистая, серовато-зелёная, опушенная короткими мягкими волосками. Абаксиальная сторона (нижняя) листьев белая и покрыта тонкими волосками.
Цветки без запаха цветут с конца весны до конца лета и имеют яркий золотисто-желтый цвет. Цветки появляются на шипах вдоль верхней половины кончиков стеблей и выглядят слоистыми или ярусными. Чашечка с пятью закругленными зубцами, заканчивающимися короткими остриями, густо звёздчато-опушенная, венчик оранжевый, в два раза превышающий чашечку, снаружи звёздчато-опушенный, верхняя губа с боков сжатая, внутри по краю с редкими волосками, нижняя губа длиннее верхней, 3-раздельная, средняя лопасть широкоокруглая, с небольшой выемкой по верхнему краю, боковые лопасти узколанцетные, тычиночные нити с придатками у основания, столбик на верхушке 2-лопастной, лопасти неравные.
Плод — голые трёхгранные орешки.

## Распространение и местообитание
Ареал Ph. fruticosa включает такие страны и территории как Албания, Кипр, Восточные Эгейские острова, Греция, Италия, Крит, Северо-Западные Балканы, Сардиния, Сицилия, Закавказье и Турция. Вид также интродуцирован на Азорских островах, в Великобритании, Ирландии и в Крыму. В более тёплых зонах растение останется вечнозелёным, а в холодных зонах будет листопадным.

## Культивирование

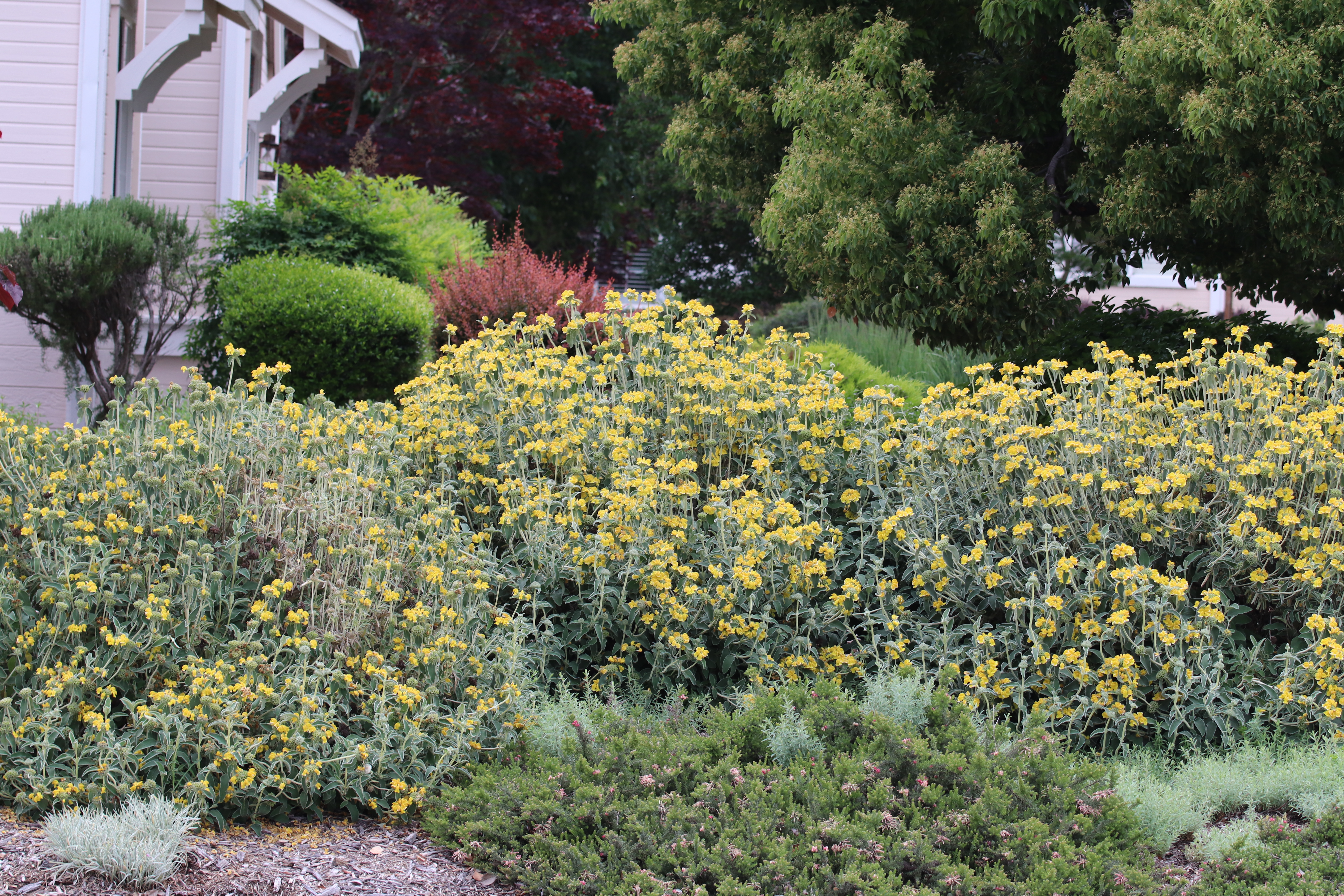
Зопник кустарниковый — декоративное растение

Phlomis fruticosa популярен как декоративное растение, вид получил премию Королевского садоводческого общества за выдающиеся садовые качества. Это неприхотливое растение со средним или быстрым ростом, предпочитающее полное солнце полутени. Если посадить его в тени, у него будут непривлекательные вытянутые стебли. Требует хорошо дренированной сухой или влажной почвы; может адаптироваться к различным типам почв. Размножается черенками летом, делением корневого кома весной или посевом семян поздней весной. Нектар зопника привлекает пчёл, бабочек и колибри. Растение устойчиво к оленям, кроликам и засухе. Это хороший вид для бордюра, контейнера, дачного сада, срезки или сухого букета, а также для массовой посадки. Вид мало подвержен болезням и почти не имеет вредителей, за исключением цикадок.

## Галерея

Зопник кустарниковый
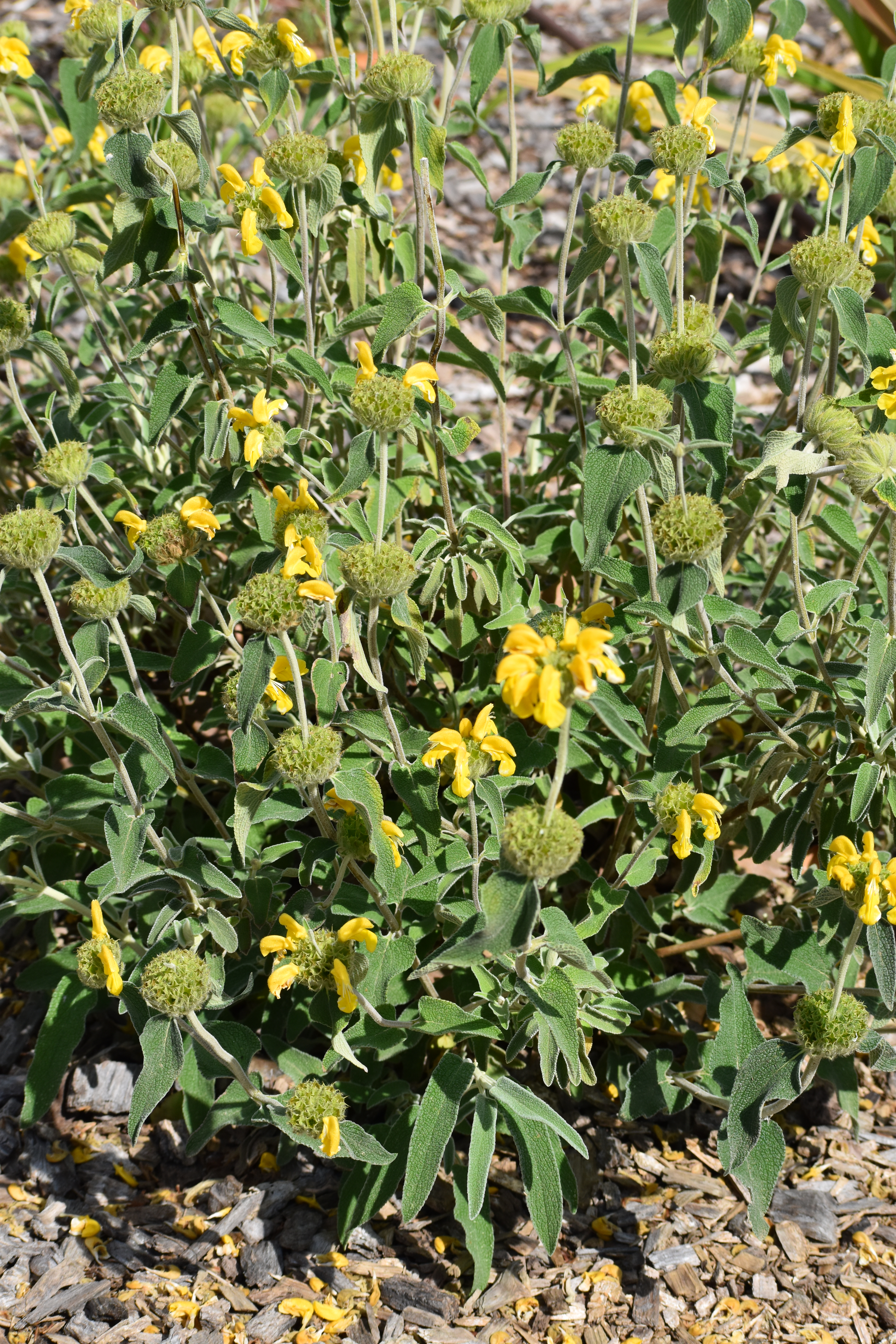
Общий вид
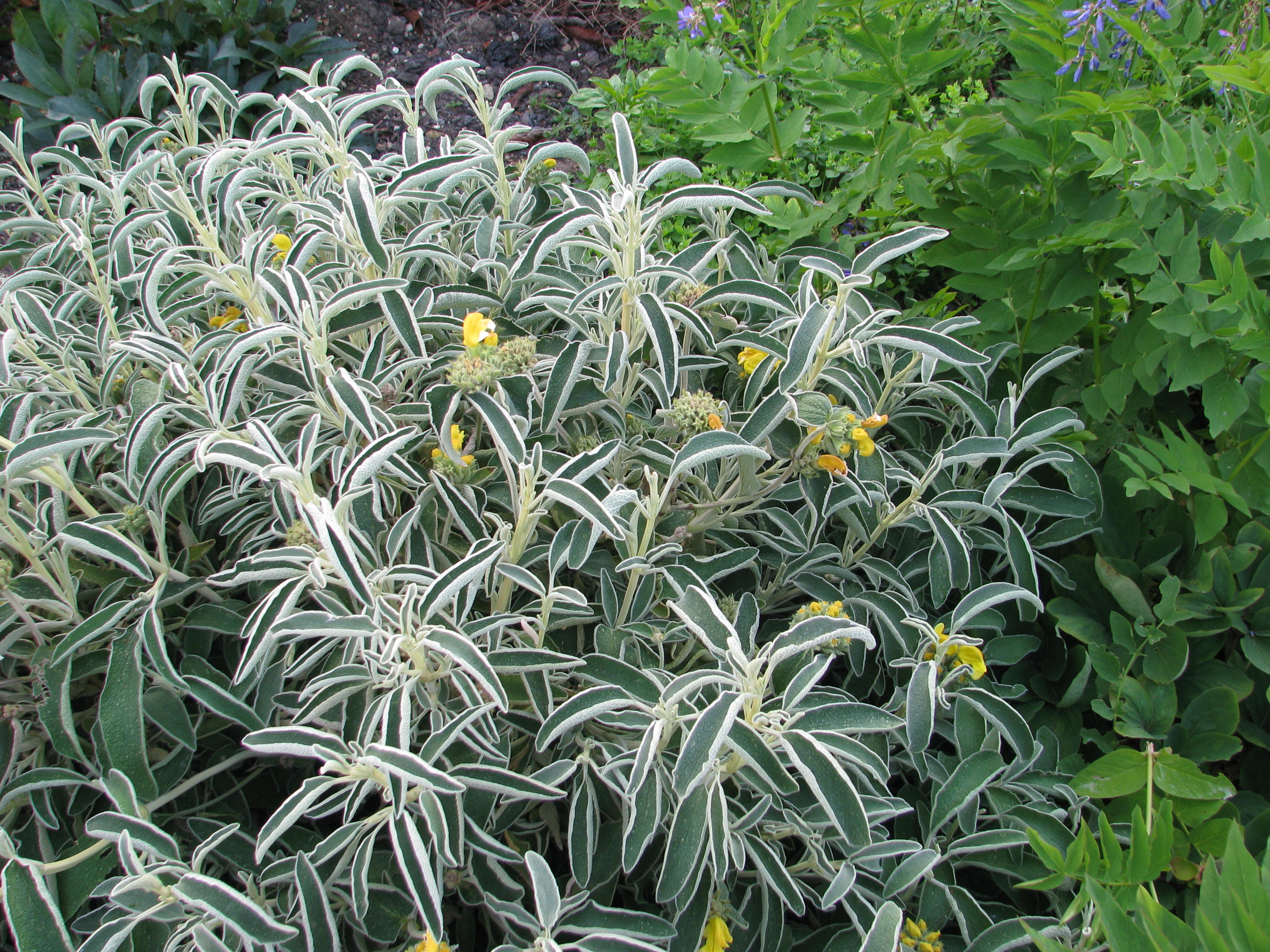
Листва
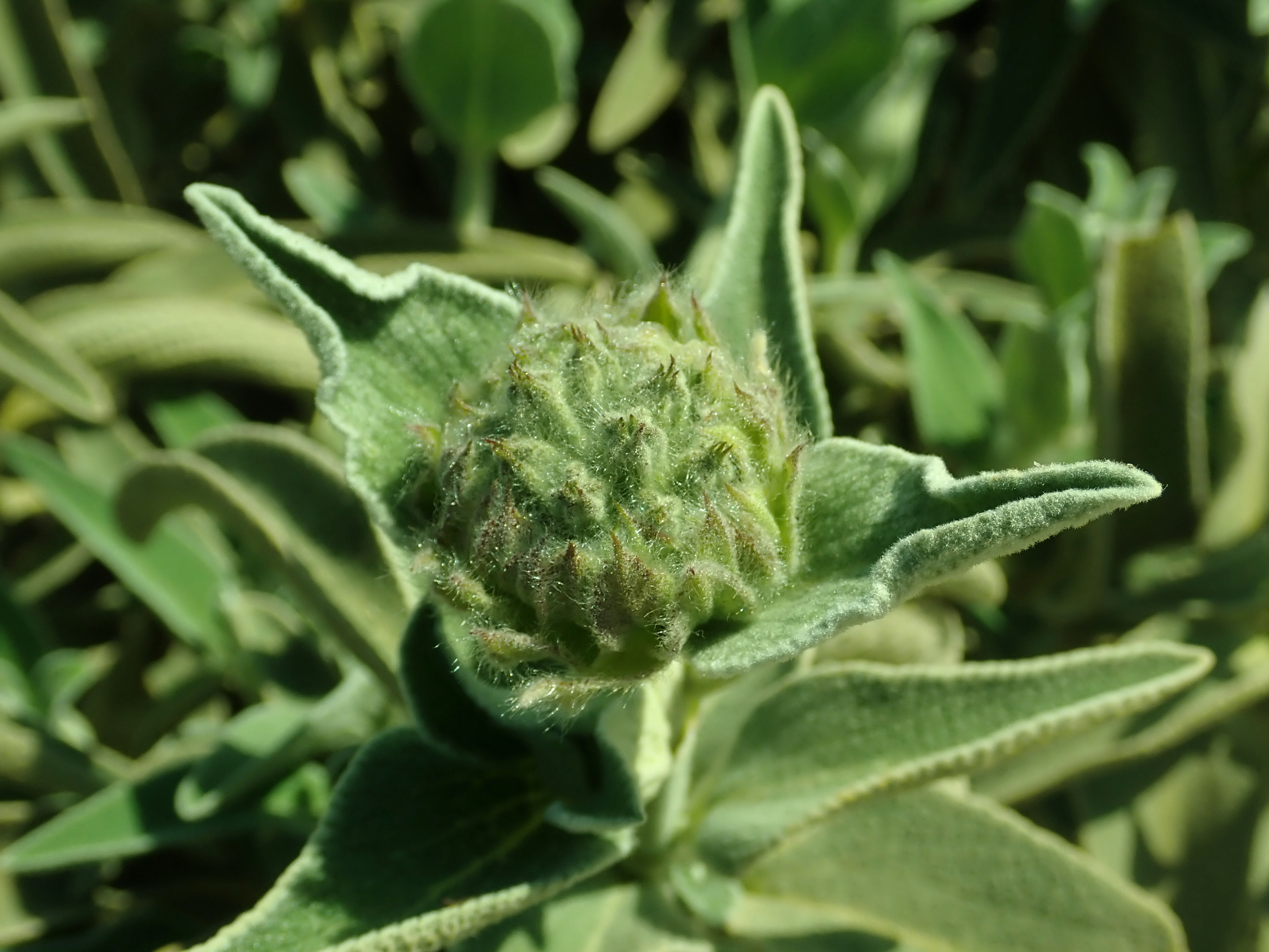
Листья и бутон
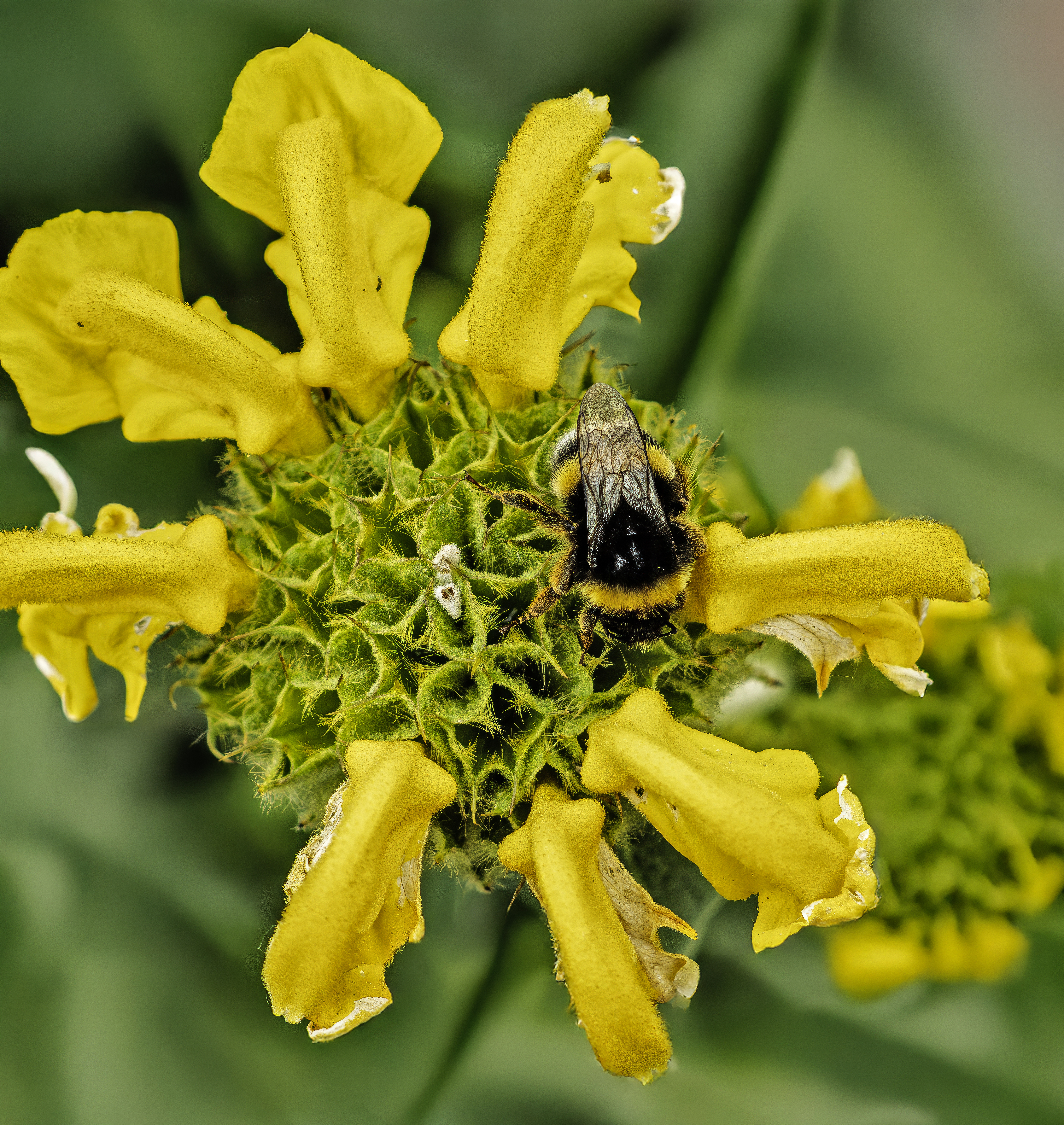
Цветок
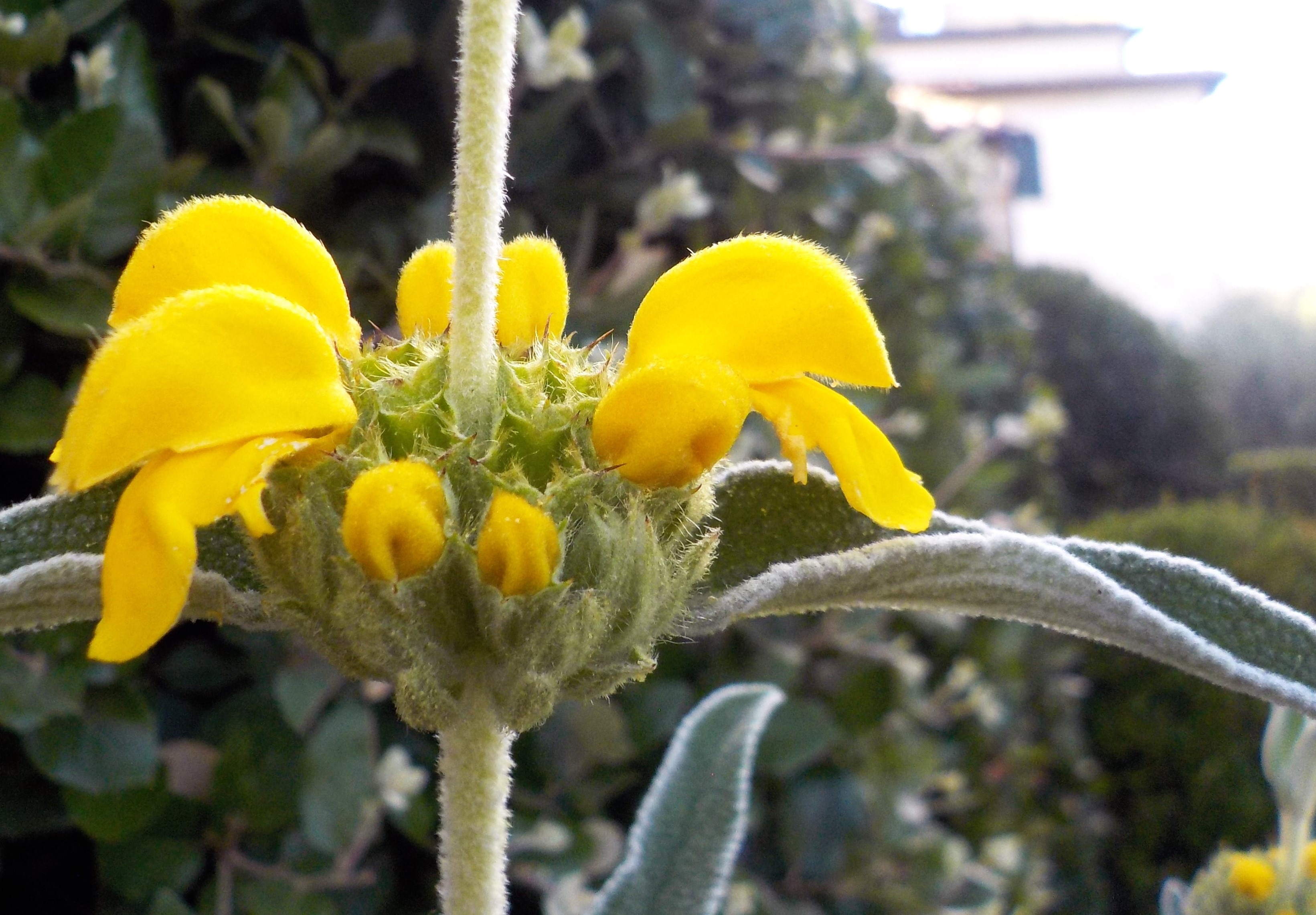
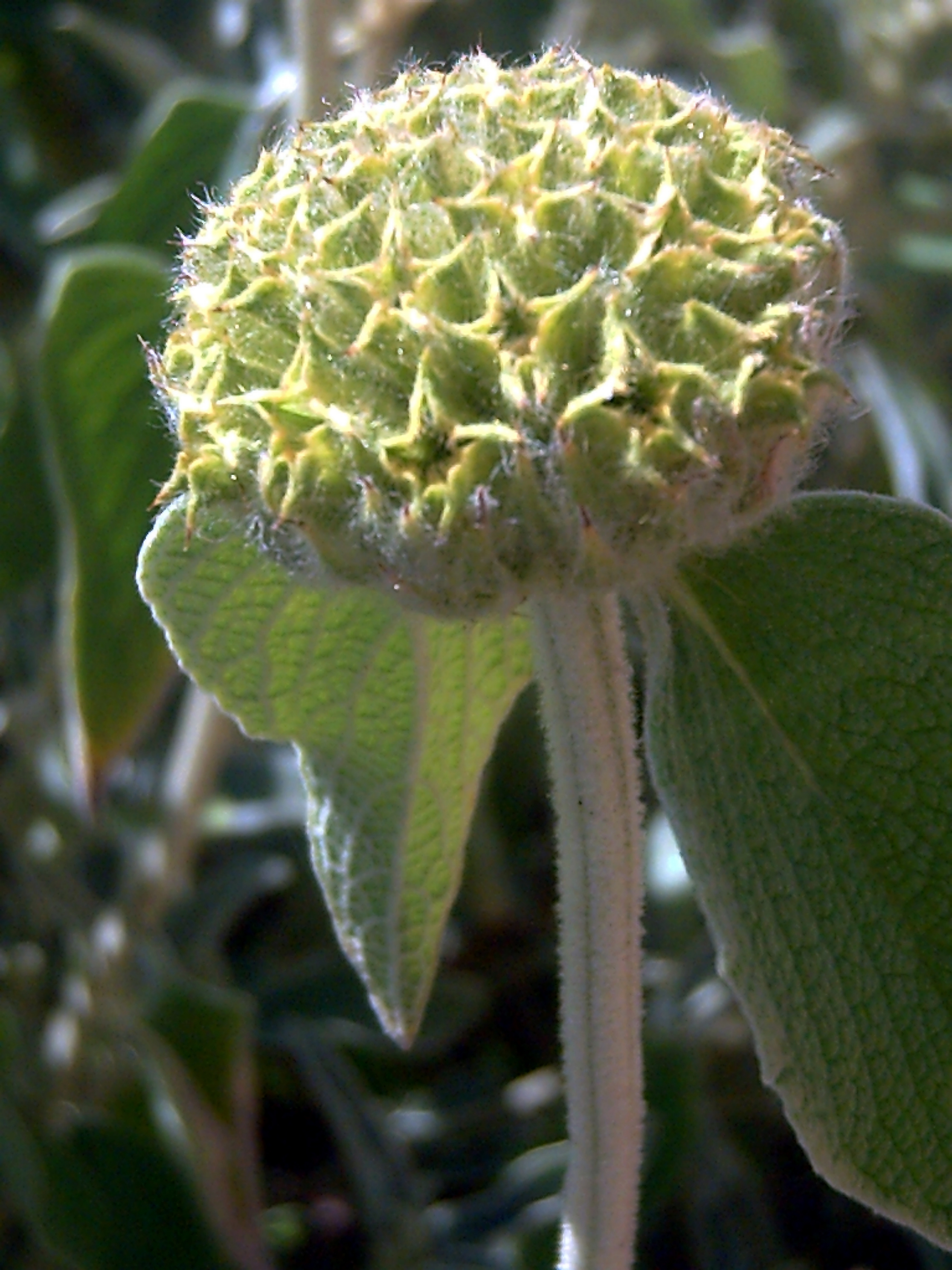
Плоды
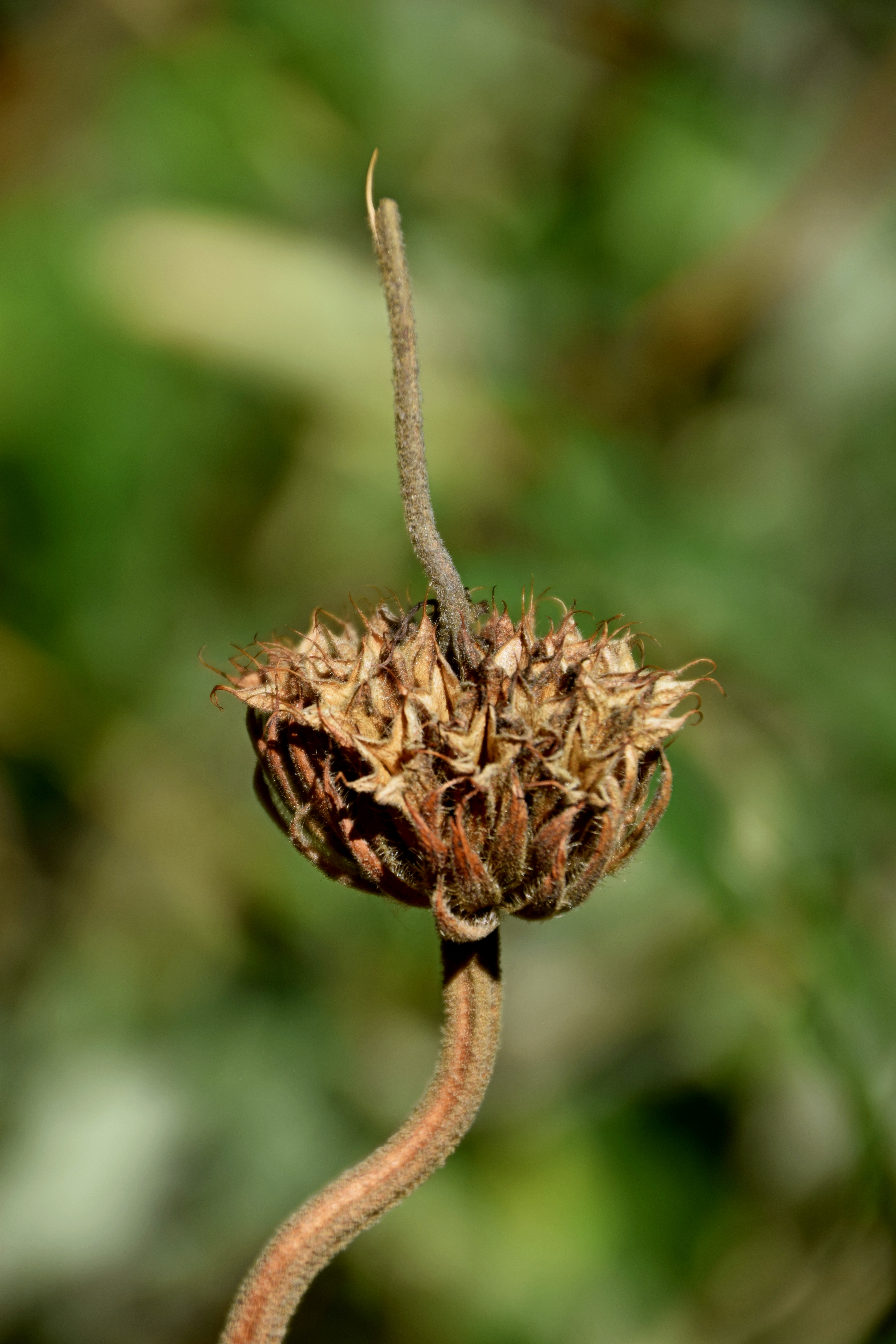